# 阿瑟河
51°41′33″N 7°50′9″E / 51.69250°N 7.83583°E

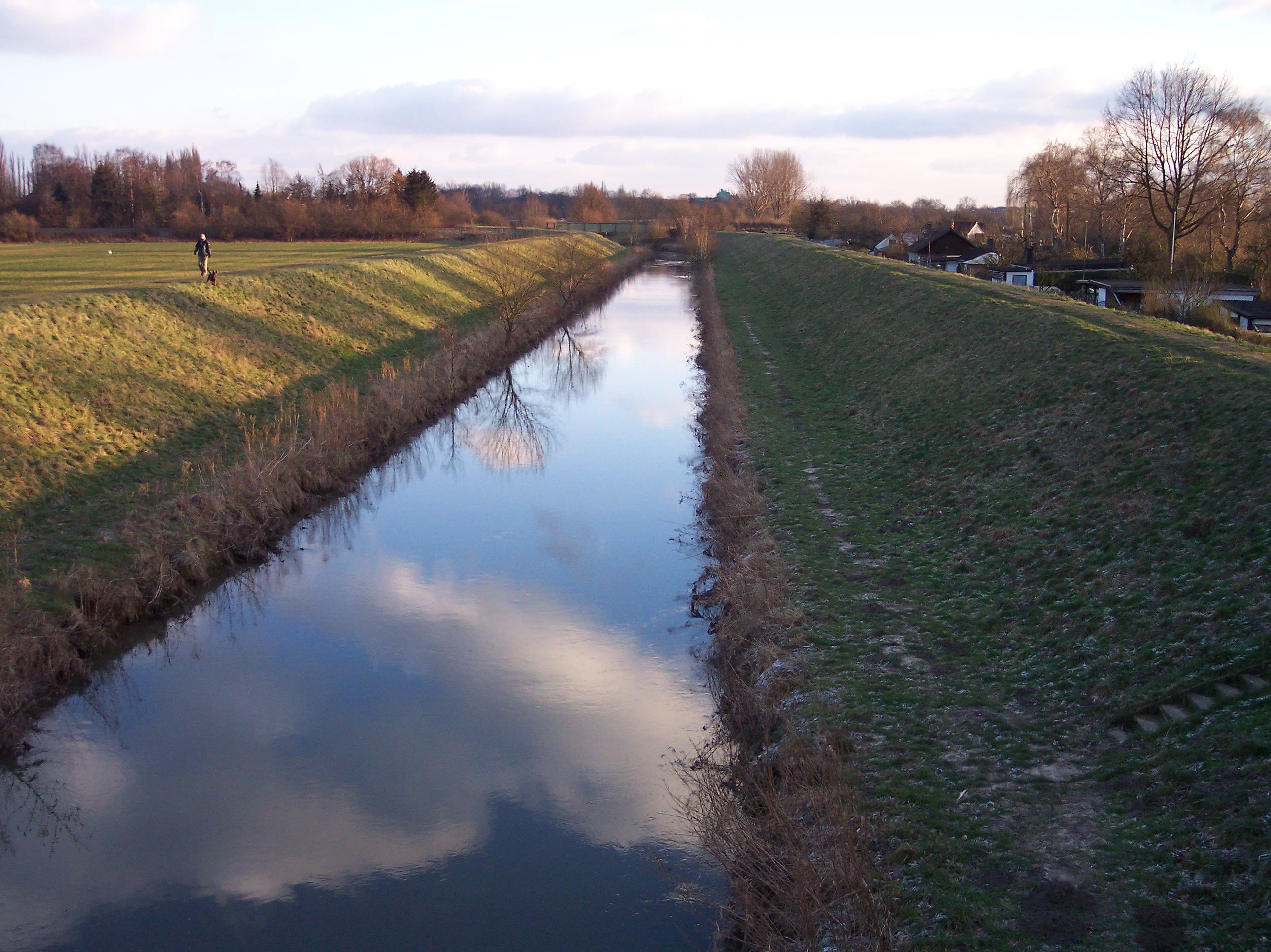

阿瑟河（德語：Ahse），是德國的河流，位於該國西部，處於北萊茵-威斯特法倫州，屬於利珀河的支流，河道全長50公里，流域面積441平方公里，發源自巴特薩森多夫。